# Grzeszyn (Łódź)
Pour les articles homonymes, voir Grzeszyn.
Grzeszyn (prononciation [ˈɡʐɛʂɨn]) est un village de la gmina de Buczek, du powiat de Łask, dans la voïvodie de Łódź, situé dans le centre de la Pologne.
Il se situe à environ 7 kilomètres au nord-est de Buczek (siège de la gmina), 11 kilomètres au sud-est de Łask (siège du powiat) et 32 kilomètres au sud-ouest de Łódź (capitale de la voïvodie).

## Administration
De 1975 à 1998, le village était attaché administrativement à l'ancienne voïvodie de Sieradz.

Depuis 1999, il fait partie de la nouvelle voïvodie de Łódź.